# 贝朗孔布尔
贝朗孔布尔（法語：Bellencombre，法語發音：[bɛlɑ̃kɔ̃bʁ]）是法国滨海塞纳省的一个市镇，属于迪耶普区。

## 地理
贝朗孔布尔（49°42'27"N, 1°13'33"E）面积12.91 平方千米，位于法国诺曼底大区滨海塞纳省，该省份为法国北部沿海省份，其西部及北部濒大西洋英吉利海峡，东起顺时针与索姆省、瓦兹省、厄尔省和卡爾瓦多斯省接壤。
与贝朗孔布尔接壤的市镇（或旧市镇、城区）包括：阿尔杜瓦勒、拉克里克、罗赛、圣埃利耶、瓦勒德锡。

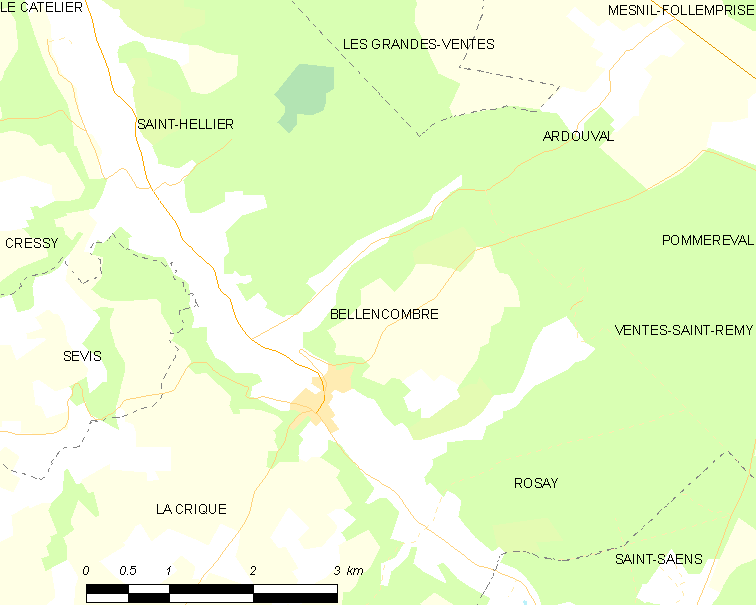
贝朗孔布尔的OSM定位图

贝朗孔布尔的时区为UTC+01:00、UTC+02:00（夏令时）。

## 行政
贝朗孔布尔的邮政编码为76680，INSEE市镇编码为76070。

## 政治
贝朗孔布尔所属的省级选区为布赖地区讷沙泰勒县。

## 人口

1962-2008年间贝朗孔布尔人口变化图示

贝朗孔布尔于2022年1月1日时的人口数量为577人。